# Hoeselt
Hoeselt est une commune néerlandophone de Belgique située en Région flamande dans la province de Limbourg.
La commune devrait fusionner avec celle de Bilsen, le 1er janvier 2025 pour donner la commune de Bilsen-Hoeselt.

## Sections de la commune

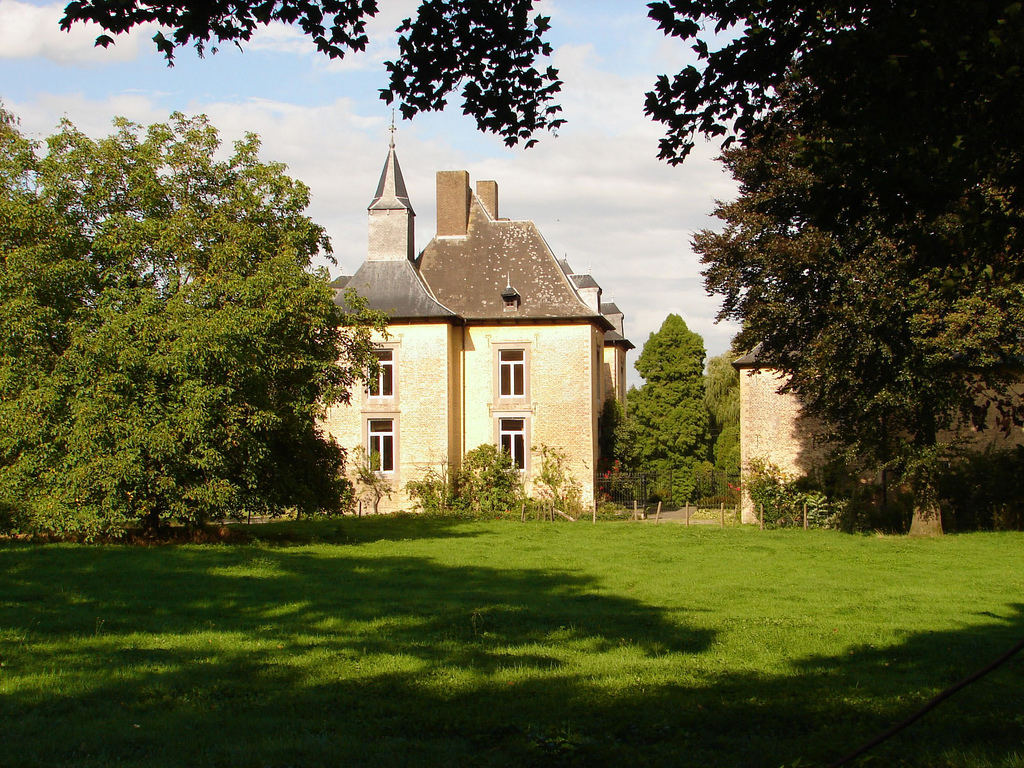
Le château de Schalkhoven

| # | Section              | Superf. (km²) | Habitants (2020) | Habitants par km² | Code INS |
| - | -------------------- | ------------- | ---------------- | ----------------- | -------- |
| 1 | Hoeselt              | 18,67         | 6.991            | 374               | 73032A   |
| 2 | Werm                 | 1,95          | 715              | 367               | 73032B   |
| 3 | Romershoven          | 2,93          | 811              | 276               | 73032C   |
| 4 | Sint-Huibrechts-Hern | 4,12          | 920              | 223               | 73032D   |
| 5 | Schalkhoven          | 2,43          | 293              | 121               | 73032E   |

## Communes limitrophes
|           | Diepenbeek |        |
| Kortessem | Hoeselt    | Bilzen |
|           | Tongres    |        |

## Héraldique
|  | La commune possède des armoiries qui lui ont été octroyées le 17 mai 1967 et dans une version plus petite le 21 novembre 1989. Ce sont celles des De Moffarts, seigneurs de Hoeselt de 1706 à la fin du XVIIIe siècle. En l'absence de sceaux historiques connus pour le village, la commune a adopté en 1967 les armoiries à part entière de la famille. En 1989, celles-ci ont été simplifiées pour se limiter à l'écu et à la couronne. Blasonnement : D'or à la fasce d'argent bordée et frettée de sable. L'écu surmonté d'une couronne d'or à neuf perles. (Traduction libre) Source du blasonnement : Heraldy of the World. Rietstap. |

## Démographie

### Évolution démographique avant la fusion
- Sources : INS, Rem. : 1831 jusqu'en 1961 = recensements[4].

### Évolution démographique de la commune fusionnée
Graphe de l'évolution de la population de la commune. Les données ci-après intègrent les anciennes communes dans les données avant la fusion en 1977.
- Source : DGS - Remarque: 1831 jusqu'à 1981=recensement; depuis 1990=nombre d'habitants chaque 1er janvier[5]